# Irlbachia phelpsiana
Irlbachia phelpsiana är en gentianaväxtart som beskrevs av Bassett Maguire. Irlbachia phelpsiana ingår i släktet Irlbachia och familjen gentianaväxter. Inga underarter finns listade i Catalogue of Life.